# Dilszot Chałmatow
Dilszot Szuchratowycz Chałmatow (ukr. Дільшот Шухратович Халматов; ur. 7 marca 1998) – ukraiński judoka. Olimpijczyk z Paryża, gdzie zajął dziewiąte miejsce w wadze ekstralekkiej.
Uczestnik mistrzostw świata w 2021 i 2022. Startował w Pucharze Świata w latach 2019-2022. Wicemistrz Europy w 2023. Mistrz Europy juniorów w 2018 roku.

## Letnie Igrzyska Olimpijskie 2024
| Konkurencja | Eliminacje              | Eliminacje             | Klas. końcowa |
| Konkurencja | Przeciwnik I            | Przeciwnik II          | Miejsce       |
| ----------- | ----------------------- | ---------------------- | ------------- |
| 60 kg       | Doston Roʻziyev (UZB) Z | Jełdos Smietow (KAZ) P | 9.            |